# Юнас Юнассон
Юнас Юнассон (швед. Jonas Jonasson, 6 липня 1961, Векше, Швеція) — шведський письменник та журналіст. Став відомим завдяки бестселеру «Столітній чоловік, що виліз у вікно і зник» (2009).

## Біографія
Пер-Ола Юнас Юнассон народився 6 липня 1961 року у місті Векше (Швеція).    Навчався у Гетеборзькому університеті, де вивчав шведську та іспанську мови. Після закінчення вищого навчального закладу працював журналістом у газеті міста Векше Smålandsposten та шведського вечірнього таблоїда Expressen до 1994 р. 
У 1996 році він створив медіа-компанію OTW. Після 2003 року він продав свою компанію.
У 2007 році він закінчив свою першу книгу «Столітній чоловік, що виліз у вікно і зник», яка була опублікована у Швеції у 2009 році. Книга перекладена приблизно на 35 мов. Понад мільйон примірників роману було продано у Німеччині та близько 3,5 мільйонів у всьому світі.  
З 2010 року Юнас Юнассон живе на шведському острові Готланд.

## Нагороди та премії
- 2010 — Swedish Booksellers Award [8]
- 2011 — German Pioneer Prize (M-Pionier Preis) from Mayersche Buchhandlung [9]
- 2011 — Danish Audiobook Award [9]
- 2012 — Prix Escapades[10]

## Творчість
- Jonasson, Jonas (2009). Hundraåringen som klev ut genom fönstret och försvann. Stockholm: Piratförlaget. Libris 11372486. ISBN 978-91-642-0296-3 (inb.)
- Jonasson, Jonas (2013). Analfabeten som kunde räkna. Stockholm: Piratförlaget. ISBN 9789164203960
- Jonasson, Jonas (2015). Mördar-Anders och hans vänner (samt en och annan ovän). Stockholm: Piratförlaget. ISBN 978-91-642-0477-6 (inb.)
- Jonasson, Jonas (2018). Hundraettåringen som tänkte att han tänkte för mycket. Stockholm: Piratförlaget. ISBN 978-91-642-0579-7(inb. )

## Переклади українською
- «Столітній чоловік, що виліз у вікно і зник». — Л.: Кафе Птах, 2021. 400 с. ISBN 978-617-95185-0-8. Переклала Наталя Іліщук